# Alexandra do Nascimento
Alexandra Priscila do Nascimento Martinez (* 16. September 1981 in Limeira) ist eine brasilianische Handballspielerin. Die 1,79 Meter große rechte Außenspielerin wurde im Jahr 2012 zur Welthandballerin gewählt und erzielte 786 Treffer in 204 Länderspielen für die brasilianische Nationalmannschaft.

## Vereinskarriere
Alexandra do Nascimento begann im Alter von zehn Jahren das Handballspielen an einer Schule. Ab ihrem 18. Lebensjahr spielte sie für drei Jahre in São Paulo Handball. Im Sommer 2003 wechselte sie zu Hypo Niederösterreich. Mit ihrem österreichischen Verein gewann sie in den Jahren 2004, 2005, 2006, 2007, 2008, 2009, 2010, 2011, 2012, 2013 und 2014 jeweils die Meisterschaft und den ÖHB-Cup. Im Jahr 2008 stand sie mit ihrem Verein im Finale der EHF Champions League. 2013 gewann sie den Europapokal der Pokalsieger. Am 14. Februar 2014 gab Hypo Niederösterreich bekannt, dass Nascimento den Klub verlässt und gemeinsam mit ihrer Teamkollegin Bárbara Arenhart zum rumänischen Spitzenklub HCM Baia Mare wechselt. Sie hatte einen Zweijahresvertrag unterschrieben. Ab dem Sommer 2016 stand sie beim ungarischen Erstligisten Ipress Center-Vác unter Vertrag. Eine Spielzeit später schloss sie sich dem Ligakonkurrenten Alba Fehérvár KC an. Ab 2019 lief Alexandra do Nascimento für Érd NK auf. Obwohl Nascimento für das Saisonende 2019/20 ihr Karriereende ankündigte, unterschrieb sie nochmals einen Vertrag beim französischen Erstligisten Bourg-de-Péage Drôme Handball. Im Februar 2022 gab sie ihre Schwangerschaft sowie ihr Karriereende bekannt. Im Oktober 2022 wurde sie vom spanischen Verein Club Balonmano Elche verpflichtet, bei dem sie am 28. Dezember 2022 in der División de Honor debütierte. Mit Elche gewann sie 2024 den EHF European Cup. Nach der Saison 2023/24 erklärte sie ihre Karriere für beendet, Anfang 2025 wurde sie vom italienischen Verein AC Life Style Handball Erice verpflichtet.

## Auswahlmannschaften
Mit der Nationalmannschaft nahm sie an den Olympischen Spielen 2004, den Olympischen Spielen 2008, den Olympischen Spielen 2012, den Olympischen Spielen 2016 und den Olympischen Spielen 2020 teil; bei Olympia 2012 wurde sie ins Allstar-Team gewählt. In den Jahren 2011 und 2013 gewann sie mit dem Nationalteam die Panamerikameisterschaft und nahm an der Weltmeisterschaft 2011 im eigenen Land teil, bei der sie erfolgreichste Torwerferin wurde. Ebenfalls 2011 nahm sie an den 16. Panamerikanischen Spielen in Guadalajara teil, wo sie jeweils die Goldmedaille gewann. Ihren größten Erfolg feierte do Nascimento bei der Weltmeisterschaft 2013, bei der sie mit Brasilien den Titel gewann. Bei den 17. Panamerikanischen Spielen in Toronto gewann sie die Goldmedaille.

## Privates
Am 9. Juli 2011 heiratete sie den chilenischen Handballspieler Patrício Martinez. Sie hat ein Kind.